# 열화상 카메라

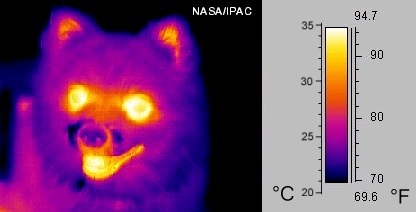

열화상 카메라(thermographic camera) 또는 적외선 카메라(infrared camera)는 가시광선을 사용하여 이미지를 형성하는 일반 카메라와 유사하게 적외선(IR) 방사선을 사용하여 이미지를 생성하는 장치이다. 가시광선 카메라의 400~700나노미터(nm) 범위 대신 적외선 카메라는 약 1,000nm(1마이크로미터 또는 μm)부터 약 14,000nm(14μm)까지의 파장에 민감하다. 이것들이 제공하는 데이터를 캡처하고 분석하는 방식을 열화상 측정이라고 한다.

## 응용
원래 6.25 전쟁 중 군사용으로 개발된 열화상 카메라는 의학, 고고학 등 다양한 분야로 천천히 확산되었다. 최근에는 가격 인하로 인해 적외선 관찰 기술이 채택되는 데 도움이 되었다. 고급 광학 기술과 정교한 소프트웨어 인터페이스는 IR 카메라의 다양성을 지속적으로 향상시킨다.

## 같이 보기
- PIR 센서
- 열상 카메라